# Chiesa di San Benedetto al Porto
La Chiesa di San Benedetto al Porto (nome ufficiale Chiesa della Santissima Trinità e San Benedetto al Porto), è una chiesa del quartiere di San Teodoro di Genova, in Liguria, anticamente sede di un convento di Trinitari.

## Storia
Una chiesa dedicata a San Benedetto con annessa comunità di monache Cistercensi, è nominata in un documento dell’anno 1129. Il monastero di S. Benedetto è ritenuto il primo ad essere abitato in Genova dalle Cistercensi, che subentrarono alle monache benedettine del vicino monastero di Santa Maria delle Grazie di Fassolo.  
Verso la fine del Cinquecento le monache abbandonarono il complesso che fu affidato all’Ordine della Santissima Trinità per il riscatto degli schiavi. I trinitari furono chiamati a Genova da Zenobia del Carretto, moglie di Gianandrea Doria, erede del celebre ammiraglio Andrea Doria, che trasformò la chiesa nella cappella gentilizia della famiglia, che risiedeva nell'attigua Villa del Principe, ottenendo che fosse eretta in parrocchia nel 1596. Per volere dei Doria Il monastero e la chiesa furono ricostruiti tra la fine del Cinquecento e l’inizio del Seicento dall’architetto Andrea Ceresola detto il Vannone e da Gaspare Corte.
Il convento fu demolito nel 1928 per l’apertura di Via Adua.

## Descrizione
La chiesa presenta una facciata a capanna, preceduta da un pronao con frontone triangolare su tre fornici ad arco. L'interno è a pianta centrale, con un presbiterio concluso da abside semicircolare.
La chiesa ospita importanti dipinti, commissionati dalla facoltosa famiglia Doria, fra cui:
- La pala d'altare, con la Santissima Trinità e i santi Rocco e Maria Maddalena con Gianandrea Doria e Zenobia del Carretto, opera di Cesare e Alessandro Semino
- tela di Giovanni Andrea De Ferrari (1592-1669), con Santi Trinitari che adorano la Madonna del Rimedio
- Miracolo di S. Benedetto di Domenico Cresti, detto il Passignano
- quattro tele, due per lato, poste a fianco dell’Altare maggiore, raffiguranti i Santi Cecilia, Pietro, Paolo ed il Re Davide, opere di Benedetto Brandimarte, pittore manierista di Lucca. Originariamente queste tele costituivano le ante dell'organo